# 강창학종합경기장
강창학종합경기장(康昌鶴綜合競技場, Kang Chang Hak Stadium)은 대한민국 제주특별자치도 서귀포시에 있는 스포츠 시설이다. 천연잔디 필드와 우레탄 트랙이 갖춰진 경기장이며, 2001년에 준공되었다.

## 참고 문헌
- “강창학종합경기장”. 서귀포시청.
- 《2023 전국 공공체육시설 현황 (2022년 12월말 기준)》. 대한민국 문화체육관광부. 2024.

## 같이 보기
- 강창학체육공원
- 강창학체육공원 보조경기장